# Tron: Solar Sailer
TRON: Solar Sailer é um jogo eletrônico desenvolvido e publicado pela Mattel para o Intellivision em 1982. Baseado no filme Tron, lançado no mesmo ano, é um dos quatro jogos publicados para o console que exigem o módulo de voz Intellivoice, sendo um dos três inspirados no longa-metragem desenvolvidos pela Mattel para Intellivision.

## Jogabilidade
O jogo inicia dando ao jogador um código. Em seguida, o jogador avança para uma área da Grade com aranhas e tanques, que impedem a passagem do jogador com ataques corpo a corpo e à distância, respectivamente. Embora o usuário possa atirar nos inimigos, fazê-lo drena rapidamente muita energia. Logo, evitar contato e se esquivar é a maneira mais eficiente de navegar pela Grade. Quando o jogador atinge o setor correto, pode inserir seu código para progredir. O objetivo final do jogo é alcançar o Master Control Program, MCP, para que os protagonistas possam destruí-lo.